# Ficus riedelii
Ficus riedelii är en mullbärsväxtart som beskrevs av Johannes Elias Teijsmann och Friedrich Anton Wilhelm Miquel. Ficus riedelii ingår i släktet fikonsläktet, och familjen mullbärsväxter. Inga underarter finns listade i Catalogue of Life.